# Ефросини Карасарлиду
Ефросѝни (Фро̀со) Георгѝу Карасарлѝду (на гръцки: Ευφροσύνη, Φρόσω Γεωργίου Καρασαρλίδου) е гръцки политик от Коалиция на радикалната левица (СИРИЗА), депутат в Гръцкия парламент от 2015 година.

## Биография
Родена е в 1962 година в негушкото село Янаково. Работи като медицинска сестра и развива синдикална дейност, като е избрана за председател на профсъюза на медицинските сестри от 1982 до 1986 година. След това от 1985 до 1993 година е избрана за секретар на профсъюза на многопрофилната болница на Иматия. Избран представител е в борда на болницата (1989 – 1996), както и избран представител в работническия съвет при министерството на здравеопазването (1989 – 1993).
Член е на Коалицията на левицата, движенията и екологията (Синаписмос), а по-късно на Коалицията на радикалната левица. Избрана е от СИРИЗА за депутат от избирателен район Иматия на изборите през януари и през септември 2015 година.